# Бургулюк (село)
Бургулюк (каз. Біркөлік, до 2001 г. — Скрепелёвка) — село в Толебийском районе Туркестанской области Казахстана. Входит в состав Алатауского сельского округа. Код КАТО — 515837700.

## Население
В 1999 году население села составляло 214 человек (108 мужчин и 106 женщин). По данным переписи 2009 года, в селе проживали 234 человека (116 мужчин и 118 женщин).